# Fluoruro de polivinilideno
El fluoruro de polivinilideno o PVDF  es un fluoropolímero termoplástico altamente inerte químicamente. Se suele emplear en condiciones que requieren mucha pureza, fortaleza y elevada resistencia a ácidos, bases y disolventes, a altas temperaturas, al envejecimiento y a los rayos ultravioleta. Además, es fácil de moldear en comparación con otros fluoropolímeros debido a su punto de fusión relativamente bajo, 177 °C.
Se emplea en la técnica Western blot por su capacidad para adsorber polipéptidos de forma inespecífica.

## Usos
Se utiliza en ducterías de agua tratadas (desmineralizadas, purificadas), ya que tolera bien el calor sin extracción de sustancias por lixiviación. Puede ser una alternativa a la utilización de tuberías en acero inoxidable (304L, 316L, 321L)